# Argyrodes exlineae
Argyrodes exlineae är en spindelart som först beskrevs av Lodovico di Caporiacco 1949.  Argyrodes exlineae ingår i släktet Argyrodes och familjen klotspindlar.
Artens utbredningsområde är Kenya. Inga underarter finns listade i Catalogue of Life.